# العلاقات الأرجنتينية الليتوانية
العلاقات الأرجنتينية الليتوانية هي العلاقات الثنائية التي تجمع بين الأرجنتين وليتوانيا.

## مقارنة بين البلدين
هذه مقارنة عامة ومرجعية للدولتين:
| وجه المقارنة                                              | الأرجنتين                                               | ليتوانيا                                                    |
| --------------------------------------------------------- | ------------------------------------------------------- | ----------------------------------------------------------- |
| المساحة (كم2)                                             | 2.78 مليون                                              | 65.30 ألف                                                   |
| عدد السكان (نسمة)                                         | 44.27 مليون                                             | 2.79 مليون                                                  |
| الكثافة السكانية (ن./كم²)                                 | 15.92                                                   | 42.73                                                       |
| العاصمة                                                   | بوينس آيرس                                              | فيلنيوس، كاوناس                                             |
| اللغة الرسمية                                             | اللغة الإسبانية                                         | اللغة الليتوانية                                            |
| العملة                                                    | البيزو الأرجنتيني 1983 ‏، بيزو أرجنتيني، أسترال أرجنتيني | ليتاس ليتواني، يورو                                         |
| الناتج المحلي الإجمالي (بليون دولار)                      | 637.59 مليار                                            | 47.17 مليار                                                 |
| الناتج المحلي الإجمالي (تعادل القوة الشرائية) بليون دولار | 883.02 مليار                                            | 84.06 مليار                                                 |
| الناتج المحلي الإجمالي الاسمي للفرد دولار أمريكي          | 13.43 ألف                                               | 14.15 ألف                                                   |
| الناتج المحلي الإجمالي للفرد دولار أمريكي                 |                                                         | 27.69 ألف                                                   |
| مؤشر التنمية البشرية                                      | 0.827                                                   | 0.839                                                       |
| رمز المكالمات الدولي                                      | +54                                                     | +370                                                        |
| رمز الإنترنت                                              | .ar                                                     | .lt                                                         |
| المنطقة الزمنية                                           | 00                                                      | ت ع م+02:00، ت ع م+03:00، أوروبا/فيلنيوس ‏، توقيت شرق أوروبا |

## مدن متوأمة
في ما يلي قائمة باتفاقيات التوأمة بين مدن أرجنتينية وليتوانية:
- ترتبط سان مارتن مع أليتس باتفاقية توأمة.
- ترتبط General San Martín Partido [الإنجليزية]‏ مع كاوناس باتفاقية توأمة منذ 2006.[15]

## منظمات دولية مشتركة
يشترك البلدان في عضوية مجموعة من المنظمات الدولية، منها:
| علم المنظمة | اسم المنظمة                               | تاريخ انضمام الأرجنتين | تاريخ انضمام ليتوانيا |
| ----------- | ----------------------------------------- | ---------------------- | --------------------- |
|             | مؤسسة التنمية الدولية                     | 3 أغسطس 1962           | 23 سبتمبر 2011        |
|             | يونسكو                                    | 15 سبتمبر 1948         | 7 أكتوبر 1991         |
|             | مؤسسة التمويل الدولية                     | 13 أكتوبر 1959         | 15 يناير 1993         |
|             | منظمة حظر الأسلحة الكيميائية              | ?                      | ?                     |
|             | الأمم المتحدة                             | 24 أكتوبر 1945         | 17 سبتمبر 1991        |
|             | الاتحاد الدولي للاتصالات                  | 1889                   | 1 يوليو 1923          |
|             | منظمة الشرطة الجنائية الدولية             | ?                      | ?                     |
|             | البنك الدولي للإنشاء والتعمير             | 20 سبتمبر 1956         | 6 يوليو 1992          |
|             | الاتحاد البريدي العالمي                   | ?                      | ?                     |
|             | المركز الدولي لتسوية المنازعات الاستشارية | 18 نوفمبر 1994         | 5 أغسطس 1992          |
|             | وكالة ضمان الاستثمار متعدد الأطراف        | 11 فبراير 1992         | 8 يونيو 1993          |
|             | منظمة التجارة العالمية                    | ?                      | ?                     |
|             | مجموعة الموردين النوويين                  | ?                      | ?                     |

## أعلام
هذه قائمة لبعض الشخصيات التي تربطها علاقات بالبلدين:
- أنطونيو كربوفيكاس (عالم نبات أرجنتيني، 8 أكتوبر 1921 – 17 أغسطس 2015)
- هكتر أدومايتيس (لاعب كرة قدم أرجنتيني، 12 يونيو 1970 – )

## وصلات خارجية
- موقع وزارة الخارجية الأرجنتينية
- موقع وزارة الخارجية الليتوانية